# إيرين كابا ألبا
إيرين كابا ألبا (بالإسبانية: Irene Caba Alba)‏ هي ممثلة إسبانية وأرجنتينية، ولدت في 25 أغسطس 1899 في بوينس آيرس في الأرجنتين، وتوفيت في 14 يناير 1957 في مدريد في إسبانيا.

## وصلات خارجية
- إيرين كابا ألبا على موقع IMDb (الإنجليزية)
- إيرين كابا ألبا على موقع قاعدة بيانات الفيلم (الإنجليزية)